# Othelosoma duplamaculosum
Othelosoma duplamaculosum ist eine Art der Landplanarien in der Unterfamilie Microplaninae. Die Art wurde auf der Insel São Tomé gefunden.

## Merkmale
Ein konserviertes Individuum von Othelosoma duplamaculosum hat einen schlanken Körper, der eine Länge von 33 Millimetern von 2,3 Millimetern erreicht. Die Grundfärbung des Rückens ist schwarz, darauf befinden sich zwei Reihen unregelmäßig angeordneter ockergelber Punkte. Die Bauchseite ist schmutzig-weiß gefärbt und weist zwei Banden mit schwarzen Flecken auf. Die Art hat eine schmale Kriechsohle, die ungefähr ein Drittel der Körperbreite ausmacht. Am Vorderende befinden sich zwei verhältnismäßig große Augen.
Der Kopulationsapparat weist eine Penispapille auf. Der vaginale Kanal erweitert sich in eine kleine Bursa copulatrix.

## Verbreitung
Othelosoma duplamaculosum  wurde in der Nähe des Monte Cafe im nördlichen Teil der Insel São Tomé, die zum Staat São Tomé und Príncipe gehört, entdeckt.

## Etymologie
Das Artepitheton setzt sich aus den lateinischen Worten duplus (dt. doppelt) und maculosus (dt. gefleckt) zusammen.